# Légendes de la Table Ronde
Légendes de la Table Ronde est une série de bande dessinée regroupant des histoires courtes librement inspirées de légendes arthuriennes. Elles mettent en scène principalement les chevaliers Lancelot,  Perceval et  Gauvain.
Le scénariste Ronan Le Breton a écrit l'ensemble des récits qui composent les trois tomes, confiant l'illustration à divers dessinateurs (Aleksi Briclot, Nicolas Demare, Sébastien Grenier, Alexe…).

## Albums
- Légendes de la Table Ronde, Soleil, coll. « Soleil Celtic » :

1. Premières Prouesses, 2005  (ISBN 2-84946-149-0).
2. Le Cerf blanc, 2006  (ISBN 2-84946-388-4).
3. Le Chevalier noir, 2006  (ISBN 2-84946-675-1)[1].

## Prolongement de la série
C'est à l'issue du dernier tome que se rencontrent Ronan Le Breton et Sébastien Grenier, qui décident de reprendre ensemble les aventures d’Arawn, le « Seigneur de la Terre brûlée », personnage apparu dans le tome 2 (Le Cerf blanc) et sujet principal du tome 3 (Le Chevalier noir).